# کریستیان پرسترود
کریستیان پرسترود (انگلیسی: Kristian Prestrud; ۲۲ اکتبر ۱۸۸۱ – ۱۱ نوامبر ۱۹۲۷) گردشگر اهل نروژ بود. وی همچنین برندهٔ جوایزی همچون نشان دنبرو شده‌است.